# Austroponera
Austroponera es un género de hormigas perteneciente a la familia Formicidae, categorizado en la tribu Ponerini. Fue descrito por Schmidt y Shattuck en 2014.

## Especies
- Austroponera castanea (Mayr, 1865)
- Austroponera castaneicolor (Dalla Torre, 1893)
- Austroponera rufonigra (Clark, 1934)
- Austroponera schneideri Kaulfuss and Dlussky, 2016